# Atlantic Records
Atlantic Records (Atlantic Recording Corporation укр. Атлантична компанія звукозапису) — американський лейбл звукозапису, який належить компанії Warner Music Group. Заснований у 1947 році Ахметом Ертігуном і Хербром Абрамсоном у Нью-Йорці.
На початку лейбл орієнтувався на джаз і ритм-енд-блюз. На початку 1950-х років до Ахмета приєднався Джері Векслер, а потім Несухі Ертігун. З 1955 року Несухі очолив джазовий відділ, і на його рахунку такі важливі контракти як з Чарльзом Мінгусом та Джоном Колтртейном. Пізніше цю посаду зайняв Джоел Дорн. Хоча компанія починала як незалежний рекорд-лейбл, вона стала однією з ключових у 60-х роках у союзі з такими партнерами як Sonny & Cher. Основними конкурентами були Motown, Columbia Records та RCA Records.

## Музичні колективи лейблу
- ABBA
- AC/DC
- Bad Religion
- Бйорк
- Рей Чарлз
- Філ Коллінз
- Джон Колтрейн
- Dream Theater
- Emerson, Lake & Palmer
- Арета Франклін
- Genesis
- King Crimson
- Лора Бреніген
- Led Zeppelin
- The Velvet Underground
- Yes
- Fountains Of Wayne
- P.O.D.
- Шер
- Death Cab for Cutie
- MC5
- Skillet
- Shinedown
- Коді Сімпсон (до 2015)
- Ед Ширан